# 刘文起 (解放军)
刘文起（1965年11月—），山东临沂人，中国人民解放军空军中将。
曾任空军航空兵第28师师长，南京军区空军副参谋长，空军某部队部队长。2017年3月，任空军乌鲁木齐基地司令员。2018年任西部战区空军参谋长。2021年12月升任北部战区副司令员兼战区空军司令员。
2016年5月晋升空军少将军衔，2021年12月晋升空军中将军衔。